# Crassicrus lamanai
Crassicrus lamanai is een spinnensoort in de taxonomische indeling van de vogelspinnen (Theraphosidae).
Het dier behoort tot het geslacht Crassicrus. De wetenschappelijke naam van de soort werd voor het eerst geldig gepubliceerd in 1996 door Reichling & West.